# Sellnickochthonius niliacus
Sellnickochthonius niliacus är en kvalsterart som först beskrevs av Al-Assiuty, Bayoumi, Abdel-Hamid och El-Deeb 1984.  Sellnickochthonius niliacus ingår i släktet Sellnickochthonius och familjen Brachychthoniidae. Inga underarter finns listade i Catalogue of Life.